# Suderwick
Suderwick (Nederlands: Zuiderwijk, Platduits: Surk, Nedersaksisch: Zoerik of Zuderwiek) is een dorp in Duitsland, gemeente Bocholt, op de grens met Nederland. Op 1 januari 2007 had het 1.866 inwoners. 

## Geschiedenis

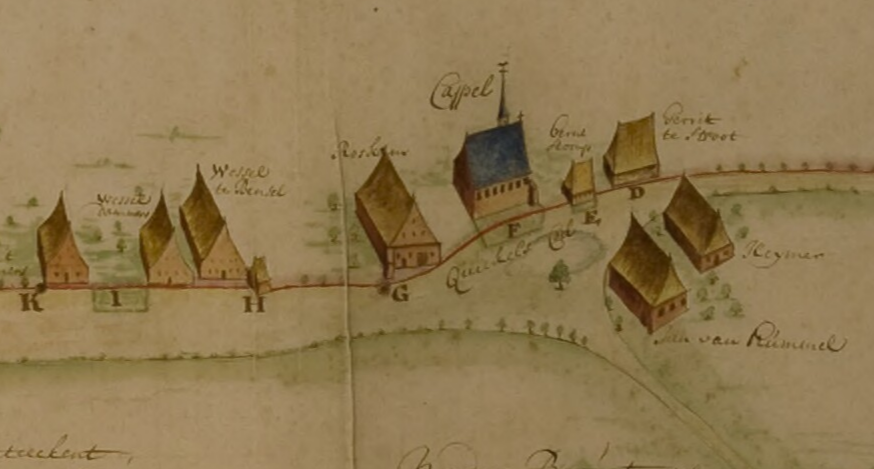
"Zuyrderwyck" in 1722, uitsnede van een kaart door I. van Heuvel

Suderwick ontstond in de dertiende eeuw als een uitbreiding (de zuidelijke wijk) van het Nederlandse Dinxperlo (sinds 2005 onderdeel van de gemeente Aalten) en zijn inwoneraantal was altijd ongeveer 20% van het totaal. Tijdens de reformatie in Nederland werd in Suderwick door Ernst Ignatz Busch in opdracht van Christoph Bernhard von Galen de St. Michaelskerk gesticht, zodat ook katholieken uit de heerlijkheid Bredevoort konden worden bediend. Onder Pater Niemöllmann werd in 1765 de kapel uitgebreid tot kerk. Zuidelijk lag de verdwenen havezate Rode Spijker. Het goed wordt sinds 1570 onafgebroken op kaarten vermeld. In de zomer van 2008 vonden leden van de oudheidkundige vereniging Suderwick met behulp van dat kaartmateriaal en metingen van de stad Bocholt, de ligging van de verdwenen Rode Spijker.

### Nederlandse annexatie
In 1949 werd het grootste deel van Suderwick, samen met enkele andere Duitse grensdorpen en -gebieden door Nederland geannexeerd bij wijze van schadeloosstelling voor de Tweede Wereldoorlog. In 1963 werd het weer aan Duitsland teruggegeven en herenigd met de rest van het dorp. In 1969 werd Suderwick als zelfstandige gemeente opgeheven en bij Bocholt gevoegd.

## Grensdorp
Het dorp vormt met Dinxperlo een tweelingdorp: de landsgrens loopt dwars door de bebouwde kom en volgt grotendeels de Hellweg (aan de Nederlandse kant: Heelweg), die vanaf de rijbaan Nederlands grondgebied is en die aan de Duitse kant een even en in Nederland een oneven nummering heeft. Het is daarmee de enige plek waar Duitse burgers aan een Nederlandse straat wonen. Desondanks is het verschil in ruimtelijke inrichting (bijvoorbeeld de huizenstijl en het type lantaarnpalen) al direct onmiskenbaar.
Naast het Nederlands en het Duits spreekt of sprak men aan beide zijden van 'de streep' een gemeenschappelijk dialect dat een variant is van het Nedersaksisch. Er is van oudsher sprake van intensieve grensoverschrijdende samenwerking. Suderwickse kleuters gaan naar de Nederlandse basisschool en er is een gezamenlijk Nederlands-Duits politiebureau in Dinxperlo. Door de verdragen van Schengen is de fysieke grens tussen Suderwick en Dinxperlo verdwenen. Al lang daarvóór, met uitzondering van de Tweede Wereldoorlog, was de grens hier tamelijk poreus. Begin 20ste eeuw werd het smalle Duitse deel van de weg als een probleem ervaren, aangezien voetgangers die zich daarop begaven met goederen bij zich, mogelijk abusievelijk op Nederlands grondgebied terecht zouden komen.

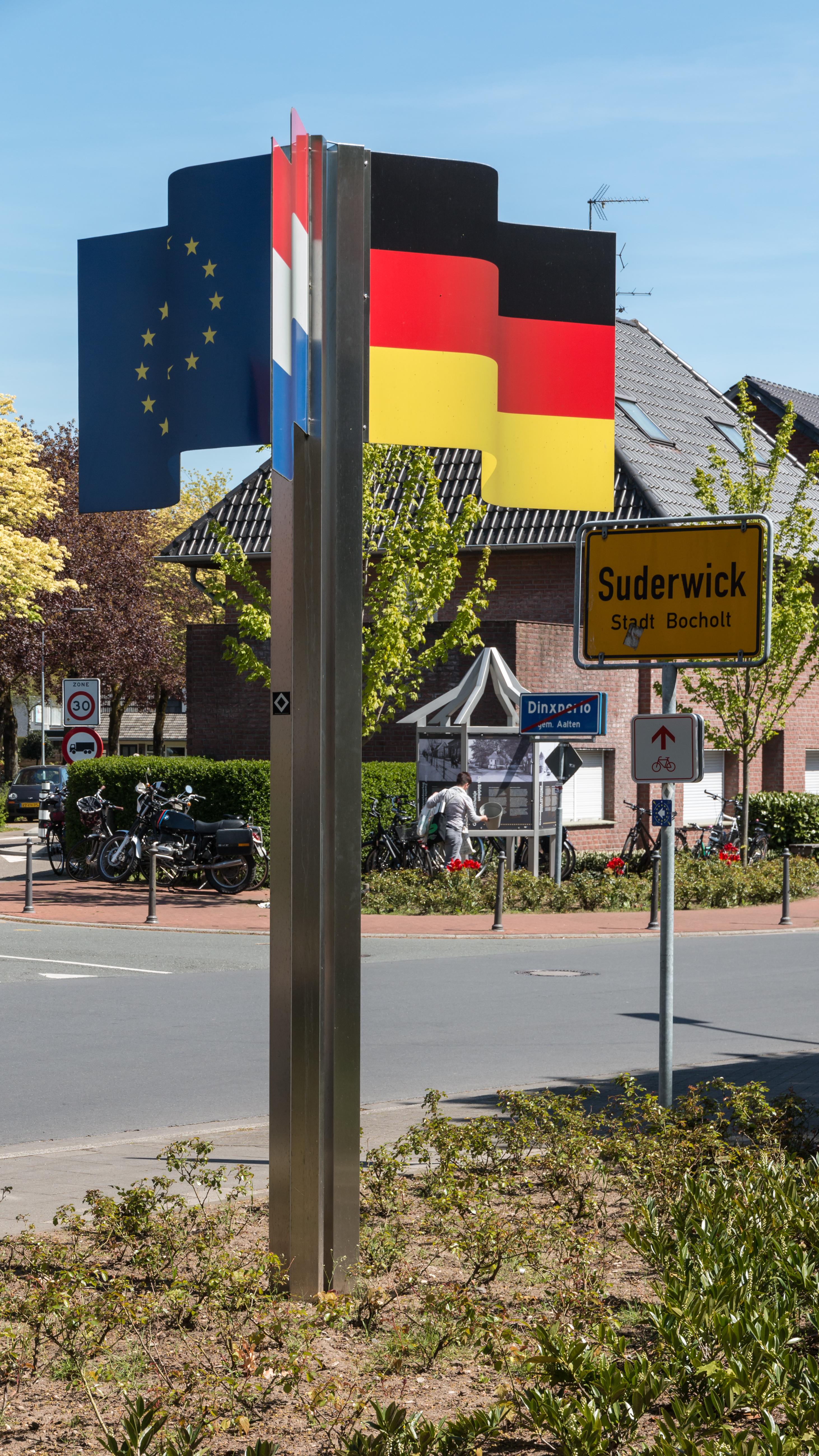
Vlaggen-sculptuur
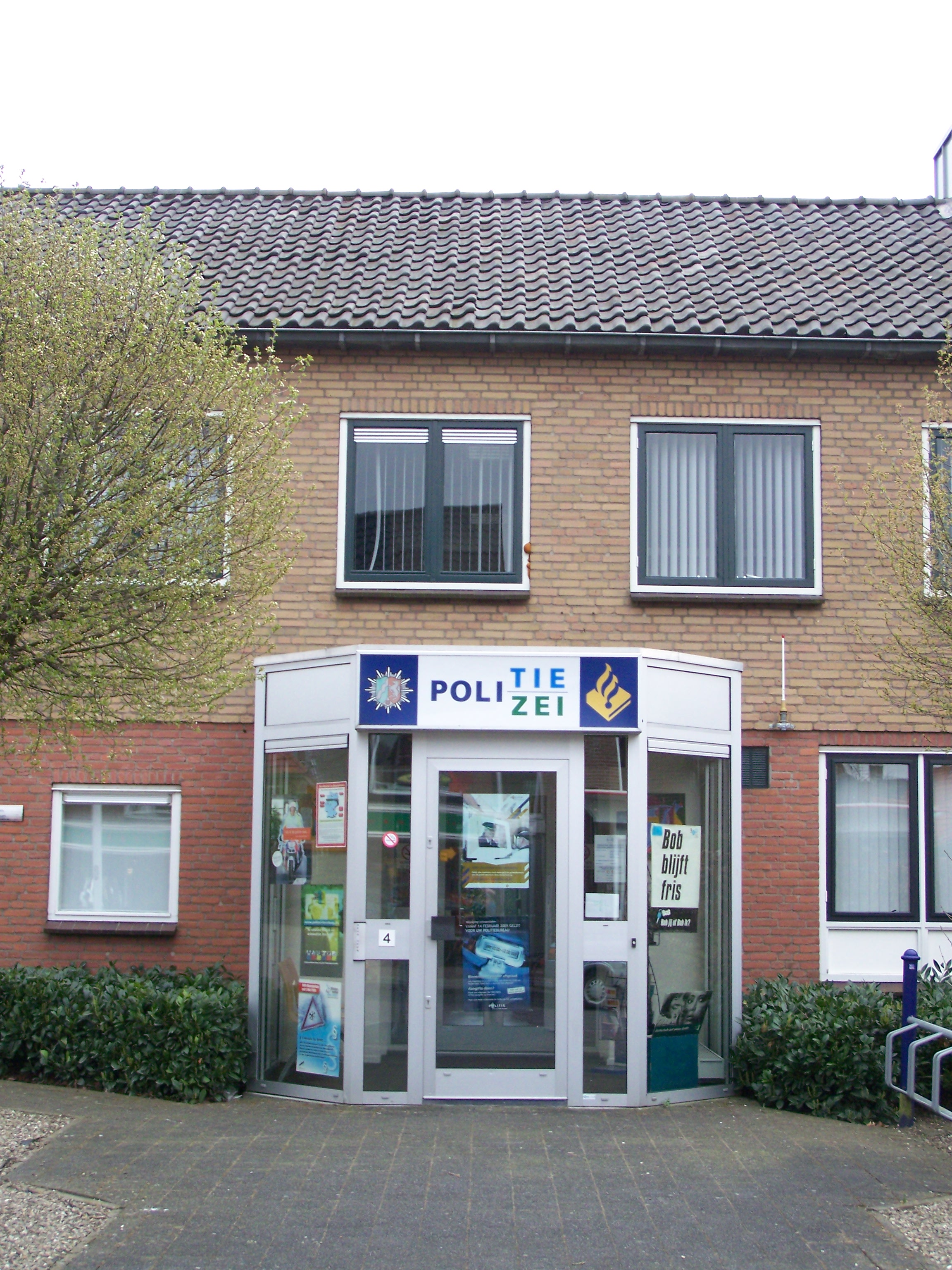
Gezamenlijk Nederlands-Duits politiebureau te Dinxperlo.
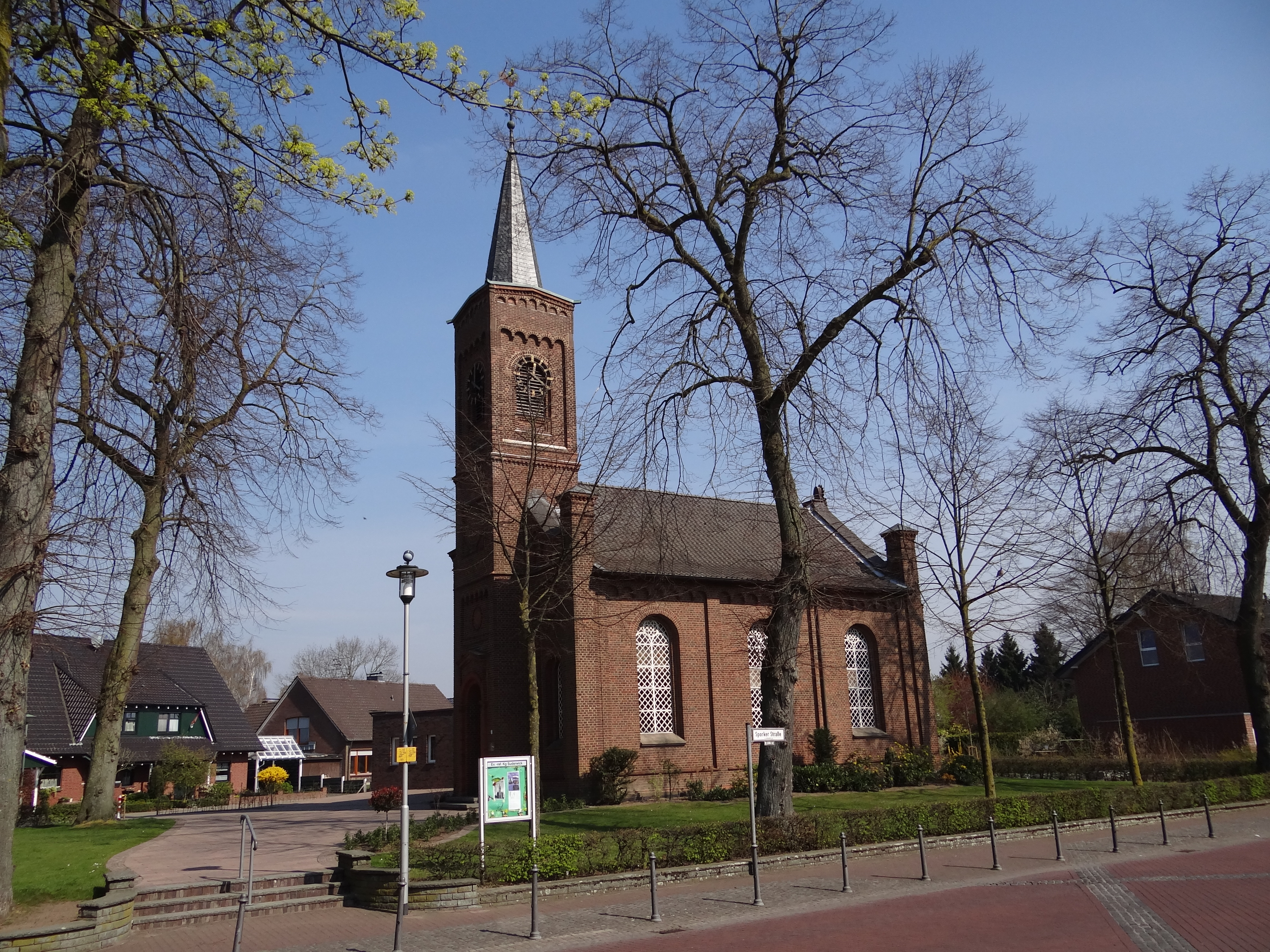
Evangelische reformatorische kerk
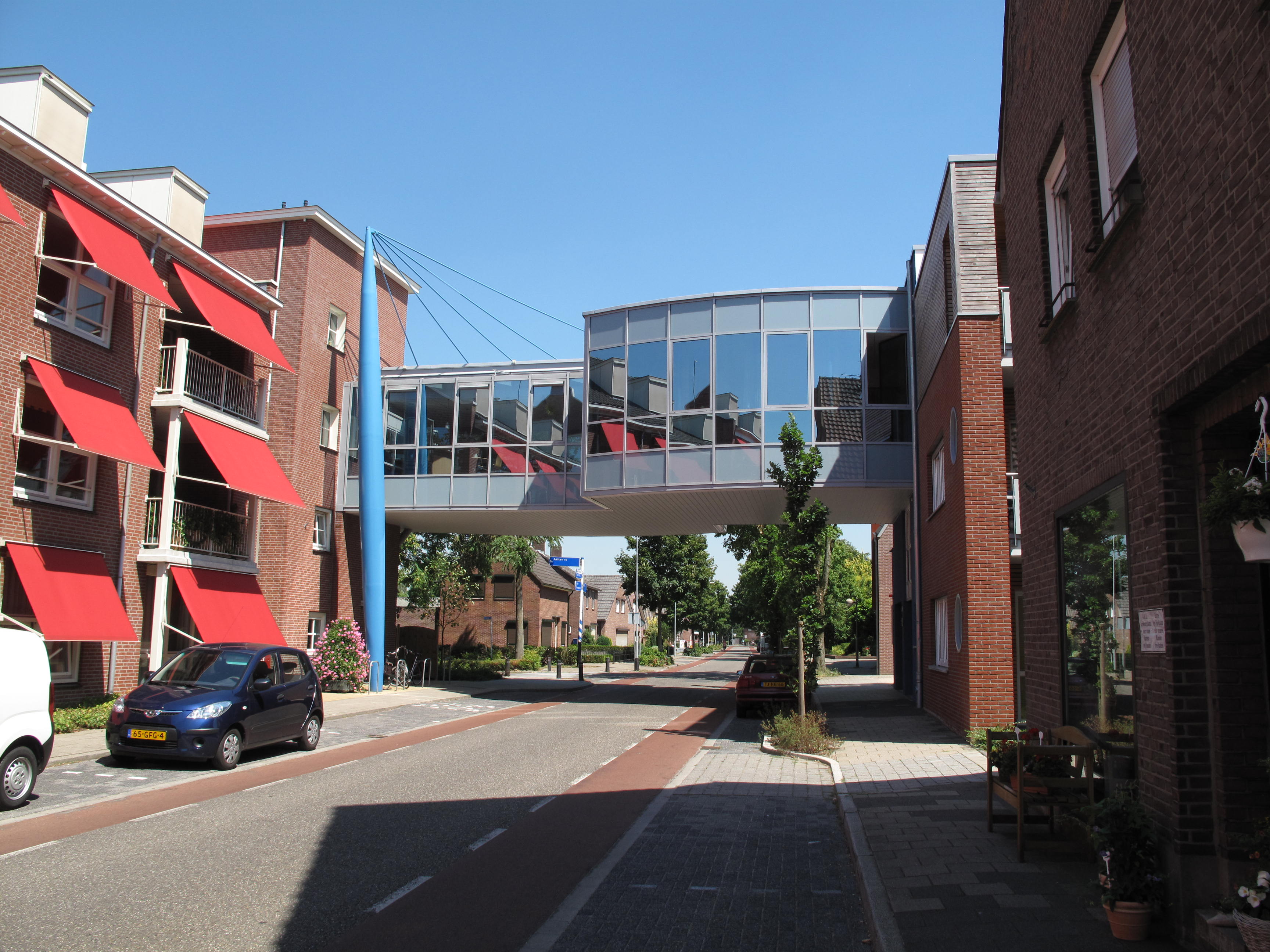
Nederlands- (links)/Duitse (rechts) seniorenappartementen aan de Heelweg/Hellweg, verbonden door een grensoverspannende loopbrug.